# Bailamos
Bailamos (spanisch für „Wir tanzen“) ist ein Lied des spanisch-US-amerikanischen Pop-Sängers Enrique Iglesias aus dem Jahr 1999.

## Hintergrund
Das Lied wurde von Paul Barry und Mark Taylor geschrieben beziehungsweise komponiert. Für die Produktion zeichneten die Groove Brothers verantwortlich. Das Stück wurde von Iglesias sowohl in englischer als auch in spanischer Sprache unter Beibehaltung des spanischen Liedtitels veröffentlicht.
Die Erstveröffentlichung von Bailamos erfolgte als Teil der Neuauflage von Enrique Iglesias’ dritten Studioalbum Cosas del amor am 19. Juli 1999. Am 9. August 1999 erschien es erstmals als offizielle Single. Diese erschien weltweit in verschiedenen Ausführungen. Am 23. November 1999 erschien es als Teil der regulären Ausgabe seines vierten Studioalbums Enrique.

## Musikvideo
Das Musikvideo zählte bis Dezember 2023 über 98 Millionen Aufrufe auf YouTube.

## Kommerzieller Erfolg

### Chartplatzierungen
| ChartsChartplatzierungen       | Höchstplatzierung | Wochen |
| ------------------------------ | ----------------- | ------ |
| Deutschland (GfK)              | 24 (14 Wo.)       | 14     |
| Österreich (Ö3)                | 26 (11 Wo.)       | 11     |
| Schweiz (IFPI)                 | 8 (22 Wo.)        | 22     |
| Spanien (Promusicae)           | 1 (23 Wo.)        | 23     |
| Vereinigte Staaten (Billboard) | 1 (20 Wo.)        | 20     |
| Vereinigtes Königreich (OCC)   | 4 (13 Wo.)        | 13     |

| ChartsJahrescharts (1999)      | Platzierung |
| ------------------------------ | ----------- |
| Deutschland (GfK)              | 77          |
| Spanien (Promusicae)           | 2           |
| Vereinigte Staaten (Billboard) | 26          |
| Vereinigtes Königreich (OCC)   | 89          |

### Auszeichnungen für Musikverkäufe
| Land/Region                  | Auszeichnungen für Musikverkäufe (Land/Region, Auszeichnung, Verkäufe) | Verkäufe |
| ---------------------------- | ---------------------------------------------------------------------- | -------- |
| Australien (ARIA)            | Gold                                                                   | 35.000   |
| Belgien (BRMA)               | Gold                                                                   | 25.000   |
| Frankreich (SNEP)            | Silber                                                                 | 125.000  |
| Neuseeland (RMNZ)            | Gold                                                                   | 5.000    |
| Norwegen (IFPI)              | Gold                                                                   | 10.000   |
| Russland (NFPF)              | Gold                                                                   | 100.000  |
| Schweden (IFPI)              | Platin                                                                 | 30.000   |
| Spanien (Promusicae)         | Gold                                                                   | 25.000   |
| Vereinigtes Königreich (BPI) | Gold                                                                   | 400.000  |
| Insgesamt                    | 1× Silber · 7× Gold · 1× Platin ·                                      | 755.000  |

Hauptartikel: Enrique Iglesias/Auszeichnungen für Musikverkäufe